# 鎌取駅

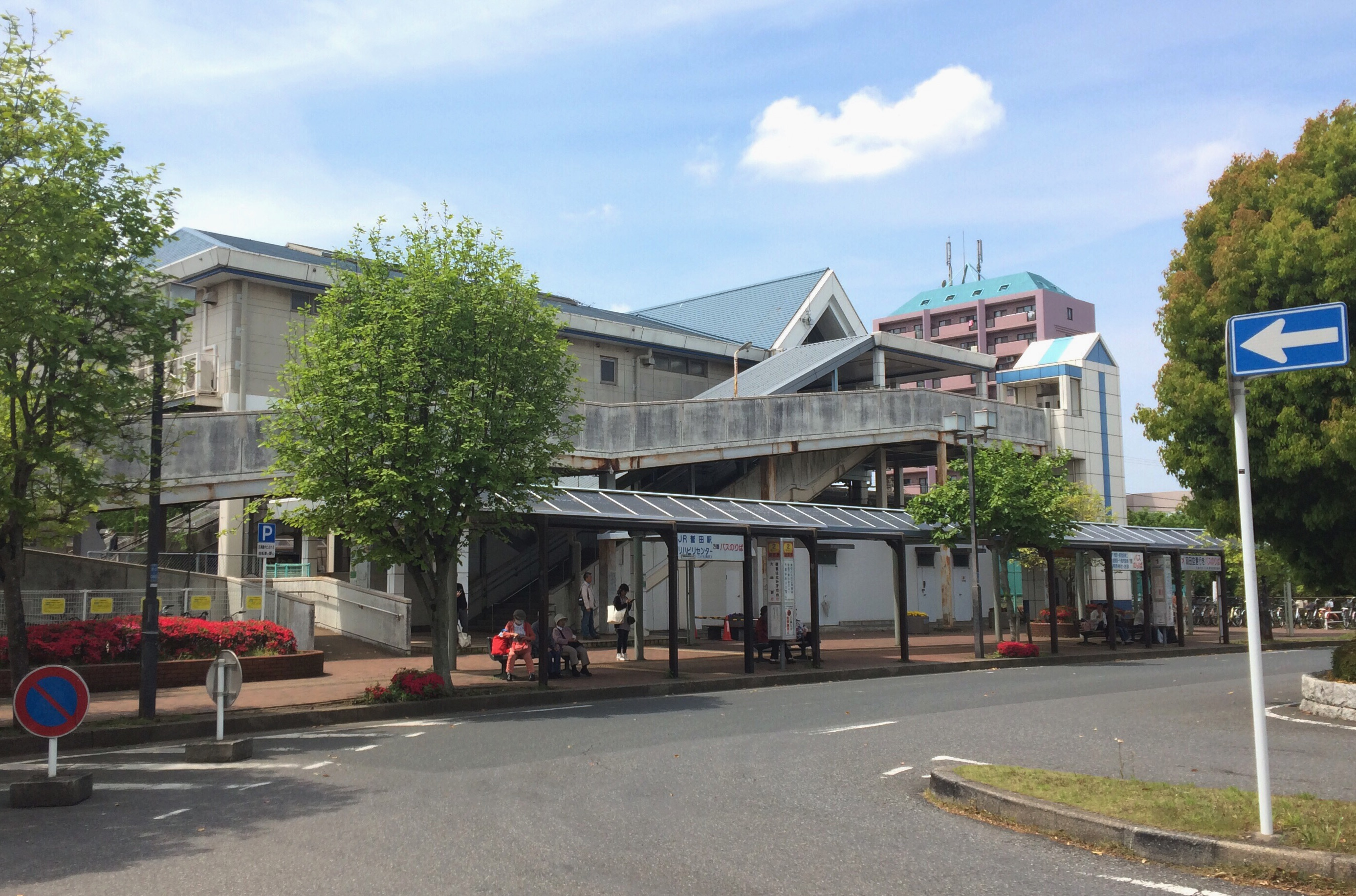
北口（2015年4月）

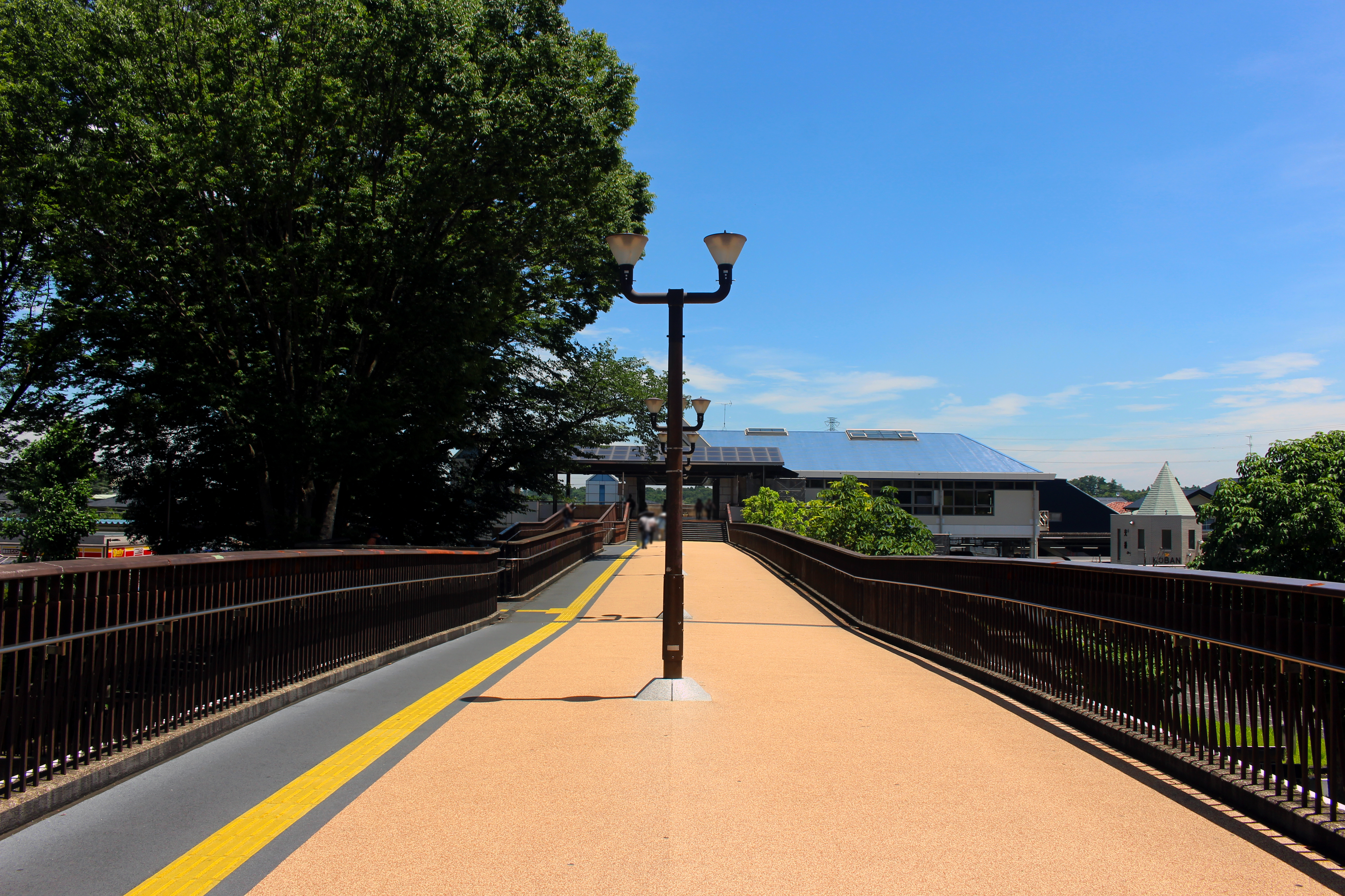
南口ペデストリアンデッキ（2024年6月）

鎌取駅（かまとりえき）は、千葉県千葉市緑区鎌取町にある、東日本旅客鉄道（JR東日本）外房線の駅である。

## 概要

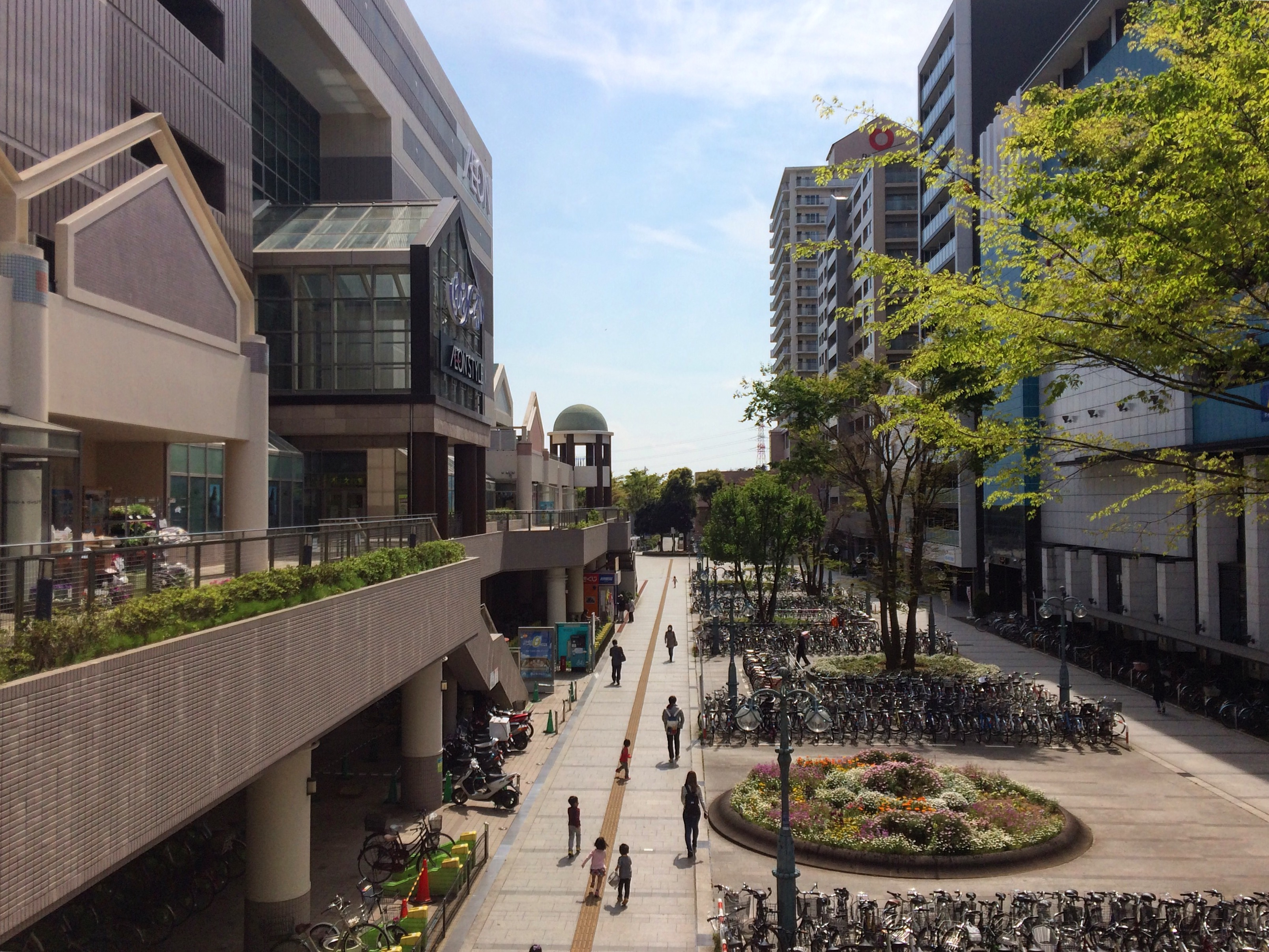
おゆみ野センターモール（南口デッキ先）

ニュータウンおゆみ野地区の北部に位置し、南口には緑区役所方面まで大規模なペデストリアンデッキが整備されている。当駅から約1.8キロメートル（徒歩約30分）の距離に京成電鉄千原線学園前駅・おゆみ野駅が位置する。この地域一帯は南口に広がるニュータウンとして栄えており、千葉・東京方面に通勤・通学する利用者が多く、当駅の利用者増加に伴い通勤時には隣の誉田駅からの運転が設定されている（当駅では折り返し運転が出来ない為）。
袖ヶ浦カンツリークラブ袖ヶ浦コースの最寄が当駅であり、毎年10月に行われていたブリヂストンオープンゴルフトーナメント（2021年開催終了→2022年よりブリヂストンレディスオープン〈偶数年度の5月開催〉）の開催日には特急『わかしお』号の一部が臨時停車する。

## 歴史
- 1952年（昭和27年）6月15日：日本国有鉄道の駅として開業[2]。旅客のみ取り扱い。
- 1960年（昭和35年）11月21日：行き違い設備新設に伴い、有人化[4]。
- 1974年（昭和49年）12月12日：当駅 - 蘇我駅間の複線化に伴う線路付け替えにより駅の位置が移動[5]。
- 1986年（昭和61年）3月28日：駅舎橋上化[1]。
- 1987年（昭和62年）4月1日：国鉄分割民営化に伴い、東日本旅客鉄道（JR東日本）の駅となる[2]。後に発車メロディも導入された。
- 1995年（平成7年）7月22日：自動改札機を設置し、供用開始[6]。
- 1998年（平成10年）12月8日：ダイヤ改正により、快速停車駅となる。
- 2001年（平成13年）11月18日：ICカード「Suica」の利用が可能となる[広報 1]。
- 2019年（平成31年）4月1日：業務委託化[3]。
- 2023年（令和5年）7月31日：みどりの窓口の営業を終了[7][8]。

## 駅構造
島式ホーム1面2線を有する地上駅で、橋上駅舎を有する。かつては相対式ホーム2面2線の形態だった。
JR東日本ステーションサービスが駅業務を受託している茂原統括センター（蘇我駅）管理の業務委託駅。自動券売機・多機能券売機・指定席券売機・自動改札機が設置されている。また2009年（平成21年）11月下旬、駅舎のリニューアルに伴い、それまで改札外に設置されていたNewDaysKIOSKが改札内に移設された。
北口 - コンコース間、南口 - コンコース間、コンコース - ホーム間にエレベーターが、ホーム大網側の階段には上りエスカレーターがそれぞれ設置されている。2008年（平成20年）には南口に上屋が設置された。

### のりば
| 番線 | 路線    | 方向 | 行先                 |
| ---- | ------- | ---- | -------------------- |
| 1    | ■外房線 | 下り | 大網・東金・勝浦方面 |
| 2    | ■外房線 | 上り | 千葉・東京方面       |

（出典：JR東日本:駅構内図）

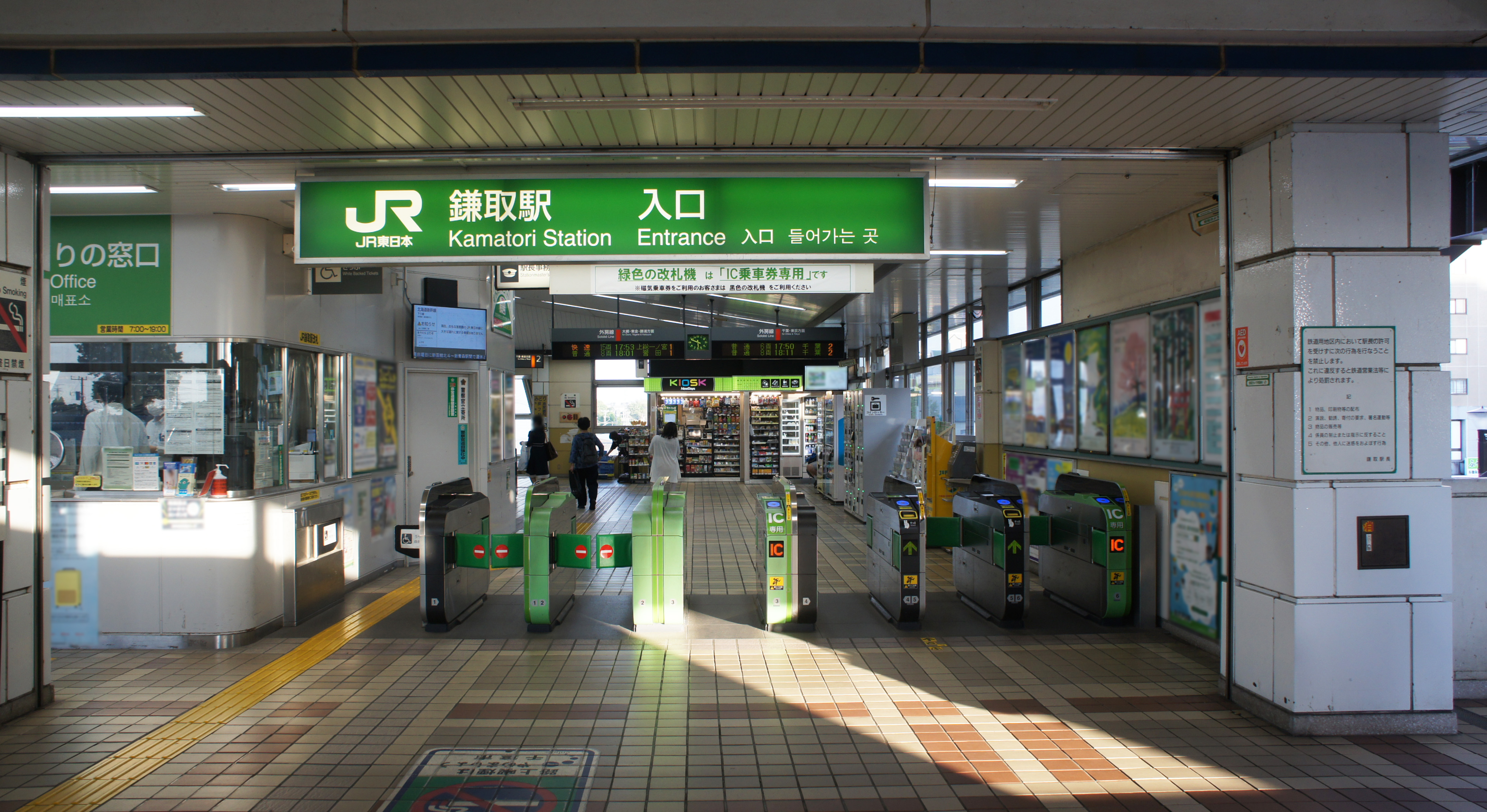
改札口（2021年5月）
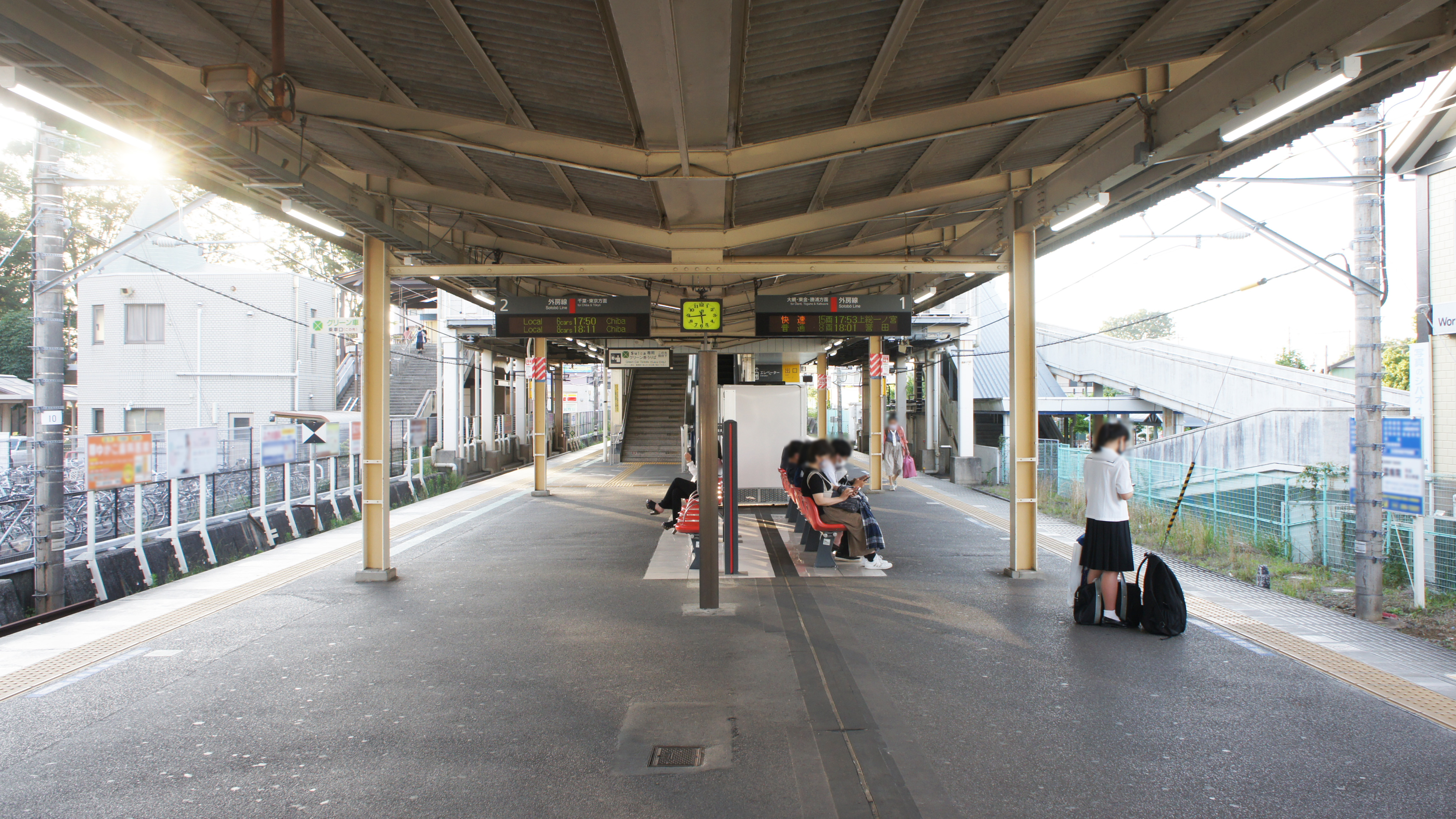
駅ホーム（2021年5月）

## 利用状況

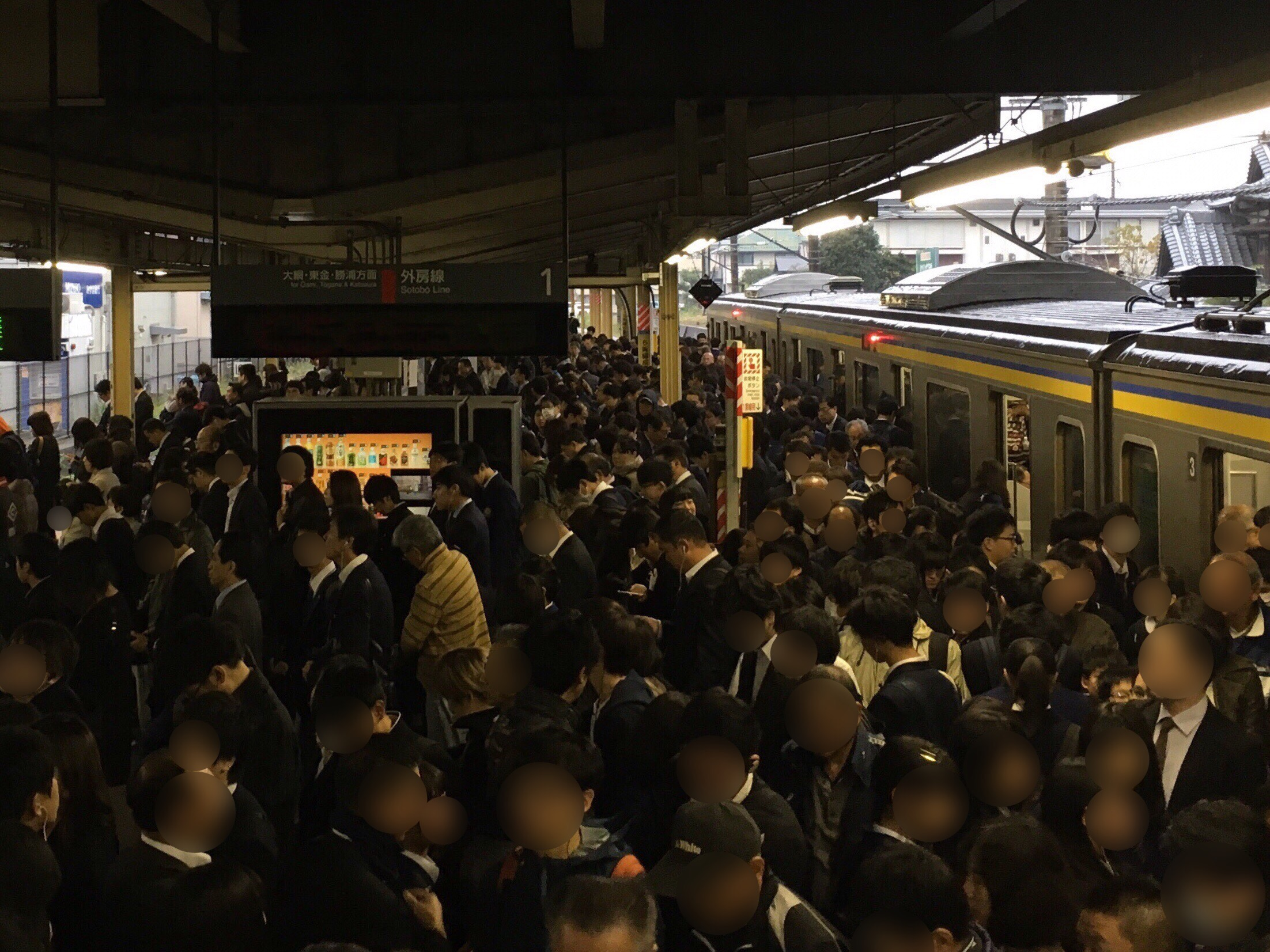
通勤ラッシュ時の駅ホーム（2017年10月）

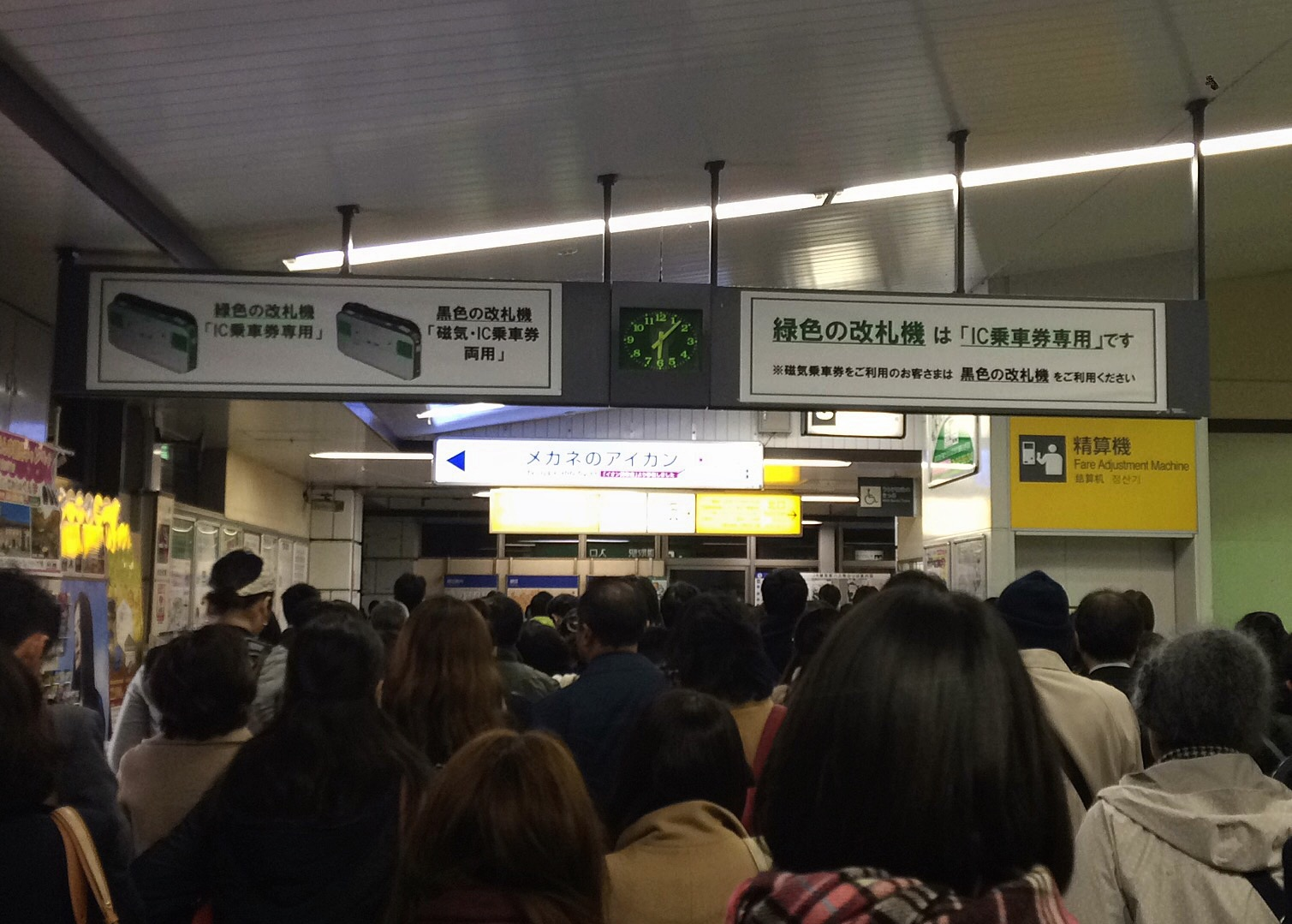
帰宅ラッシュ時の改札付近（2015年11月）

2023年度（令和5年度）の1日平均乗車人員は18,629人で、千葉駅より南において蘇我駅に次ぐ2番目に乗車人員が多い駅である。また、ニュータウン開発前である50年前（1969年）と比較した増減率は約2,493%の増加となっている。
JR東日本および千葉県統計年鑑によると、1965年度（昭和40年度）以降の1日平均乗車人員の推移は以表の通りである。
| 年度               | 1日平均 乗車人員 | 出典     |
| ------------------ | ---------------- | -------- |
| 1965年（昭和40年） | 858              | [ * 1 ]  |
| 1966年（昭和41年） | 899              | [ * 2 ]  |
| 1967年（昭和42年） | 916              | [ * 3 ]  |
| 1968年（昭和43年） | 913              | [ * 4 ]  |
| 1969年（昭和44年） | 798              | [ * 5 ]  |
| 1970年（昭和45年） | 859              | [ * 6 ]  |
| 1971年（昭和46年） | 939              | [ * 7 ]  |
| 1972年（昭和47年） | 1,011            | [ * 8 ]  |
| 1973年（昭和48年） | 1,036            | [ * 9 ]  |
| 1974年（昭和49年） | 1,303            | [ * 10 ] |
| 1975年（昭和50年） | 1,365            | [ * 11 ] |
| 1976年（昭和51年） | 1,454            | [ * 12 ] |
| 1977年（昭和52年） | 1,468            | [ * 13 ] |
| 1979年（昭和54年） | 1,413            | [ * 14 ] |
| 1980年（昭和55年） | 1,459            | [ * 15 ] |
| 1981年（昭和56年） | 1,444            | [ * 16 ] |
| 1982年（昭和57年） | 1,419            | [ * 17 ] |
| 1983年（昭和58年） | 1,433            | [ * 18 ] |
| 1984年（昭和59年） | 1,602            | [ * 19 ] |
| 1985年（昭和60年） | 1,833            | [ * 20 ] |
| 1986年（昭和61年） | 2,167            | [ * 21 ] |
| 1987年（昭和62年） | 2,399            | [ * 22 ] |
| 1988年（昭和63年） | 3,051            | [ * 23 ] |
| 1989年（平成元年） | 3,879            | [ * 24 ] |
| 1990年（平成02年） | 4,965            | [ * 25 ] |
| 1991年（平成03年） | 6,333            | [ * 26 ] |
| 1992年（平成04年） | 7,705            | [ * 27 ] |
| 1993年（平成05年） | 8,898            | [ * 28 ] |
| 1994年（平成06年） | 10,730           | [ * 29 ] |
| 1995年（平成07年） | 11,149           | [ * 30 ] |
| 1996年（平成08年） | 12,018           | [ * 31 ] |
| 1997年（平成09年） | 12,500           | [ * 32 ] |
| 1998年（平成10年） | 13,279           | [ * 33 ] |
| 1999年（平成11年） | 13,939           | [ * 34 ] |
| 2000年（平成12年） | 14,543           | [ * 35 ] |
| 2001年（平成13年） | 15,180           | [ * 36 ] |
| 2002年（平成14年） | 15,703           | [ * 37 ] |
| 2003年（平成15年） | 16,086           | [ * 38 ] |
| 2004年（平成16年） | 16,530           | [ * 39 ] |
| 2005年（平成17年） | 17,082           | [ * 40 ] |
| 2006年（平成18年） | 17,684           | [ * 41 ] |
| 2007年（平成19年） | 18,162           | [ * 42 ] |
| 2008年（平成20年） | 18,507           | [ * 43 ] |
| 2009年（平成21年） | 18,634           | [ * 44 ] |
| 2010年（平成22年） | 18,778           | [ * 45 ] |
| 2011年（平成23年） | 19,016           | [ * 46 ] |
| 2012年（平成24年） | 19,291           | [ * 47 ] |
| 2013年（平成25年） | 19,841           | [ * 48 ] |
| 2014年（平成26年） | 19,653           | [ * 49 ] |
| 2015年（平成27年） | 20,138           | [ * 50 ] |
| 2016年（平成28年） | 20,374           | [ * 51 ] |
| 2017年（平成29年） | 20,548           | [ * 52 ] |
| 2018年（平成30年） | 20,757           | [ * 53 ] |
| 2019年（令和元年） | 20,693           | [ * 54 ] |
| 2020年（令和02年） | 15,915           |          |
| 2021年（令和03年） | 16,828           |          |
| 2022年（令和04年） | 17,958           |          |
| 2023年（令和05年） | 18,629           |          |

## 駅周辺

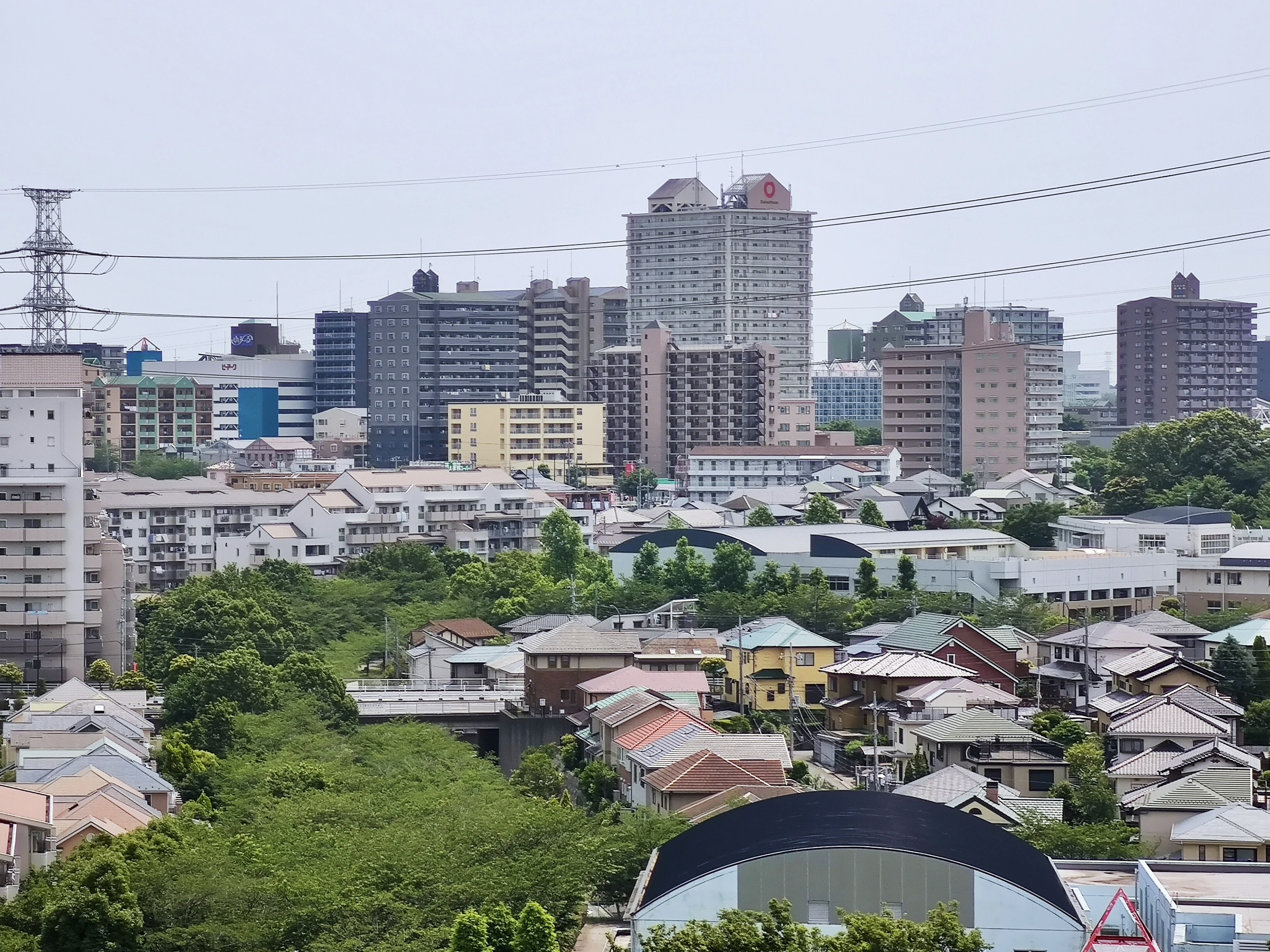
駅周辺の遠景（2020年6月）

駅南側は近未来的な街並みが広がる。都市再生機構が日本住宅公団時代から開発していた「おゆみ野モデル街区」である。駅北側は、袖ヶ浦カンツリークラブ袖ヶ浦コースがあり当駅が最寄駅となる。
- 千葉県道20号千葉大網線（大網街道）
- 千葉市緑区役所

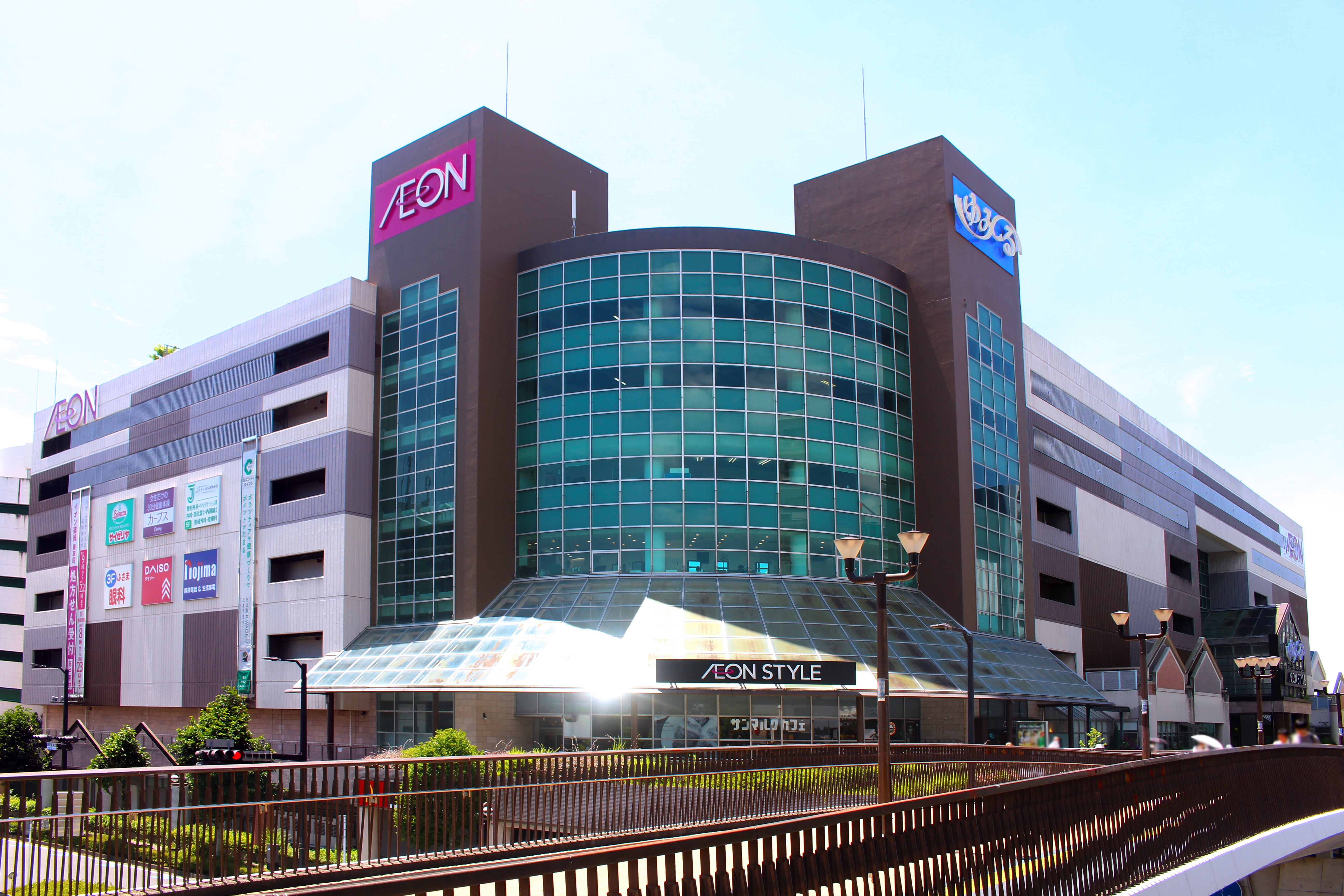
千葉市鎌取コミュニティセンター
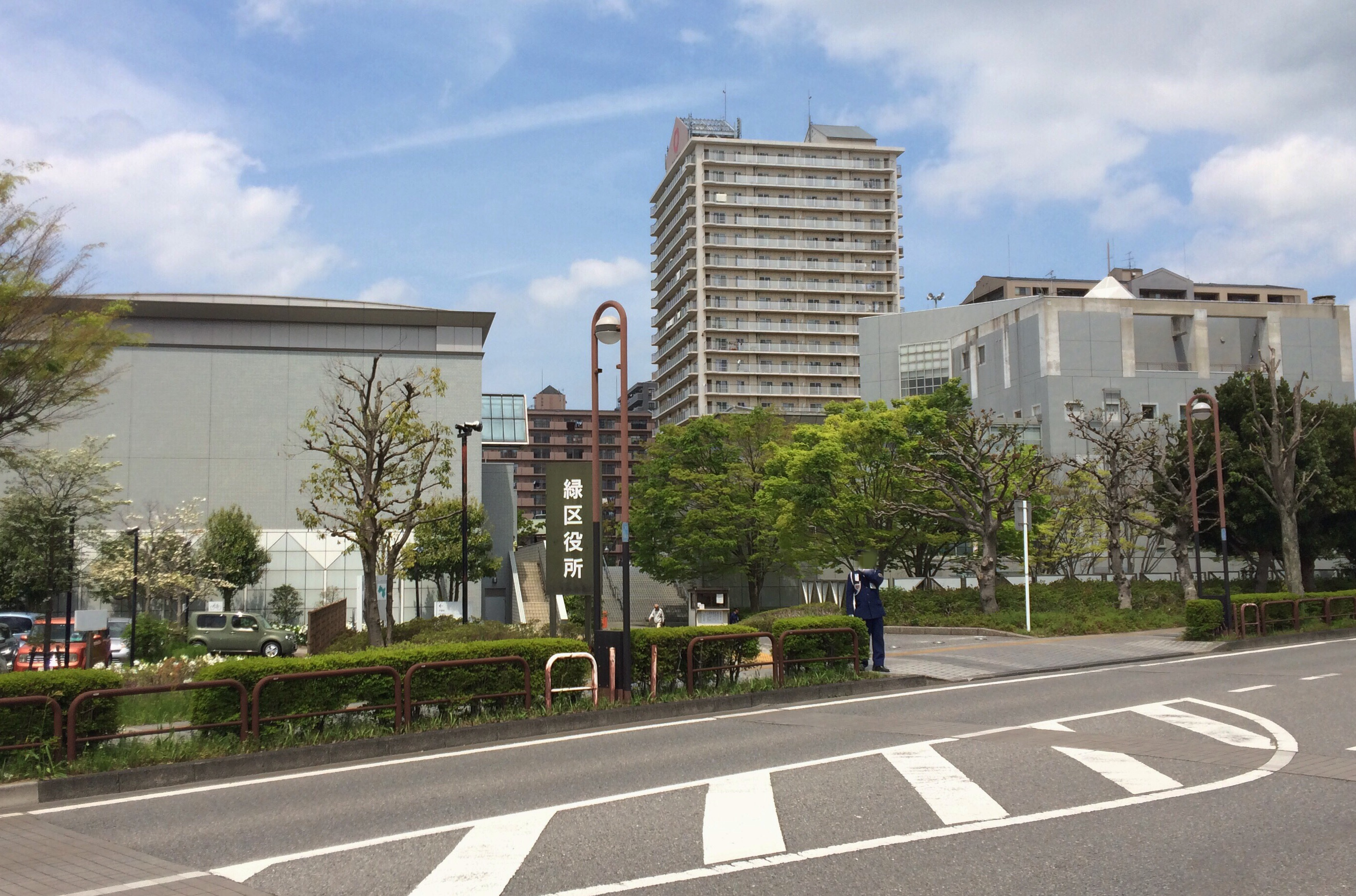
右が千葉市緑区役所、左が鎌取コミュニティセンター
  - 千葉市緑図書館
- 千葉県千葉南警察署
  - 鎌取駅前交番
- 千葉市緑消防署
- 千葉緑郵便局
- 千葉泉谷郵便局
- 千葉こやつ郵便局
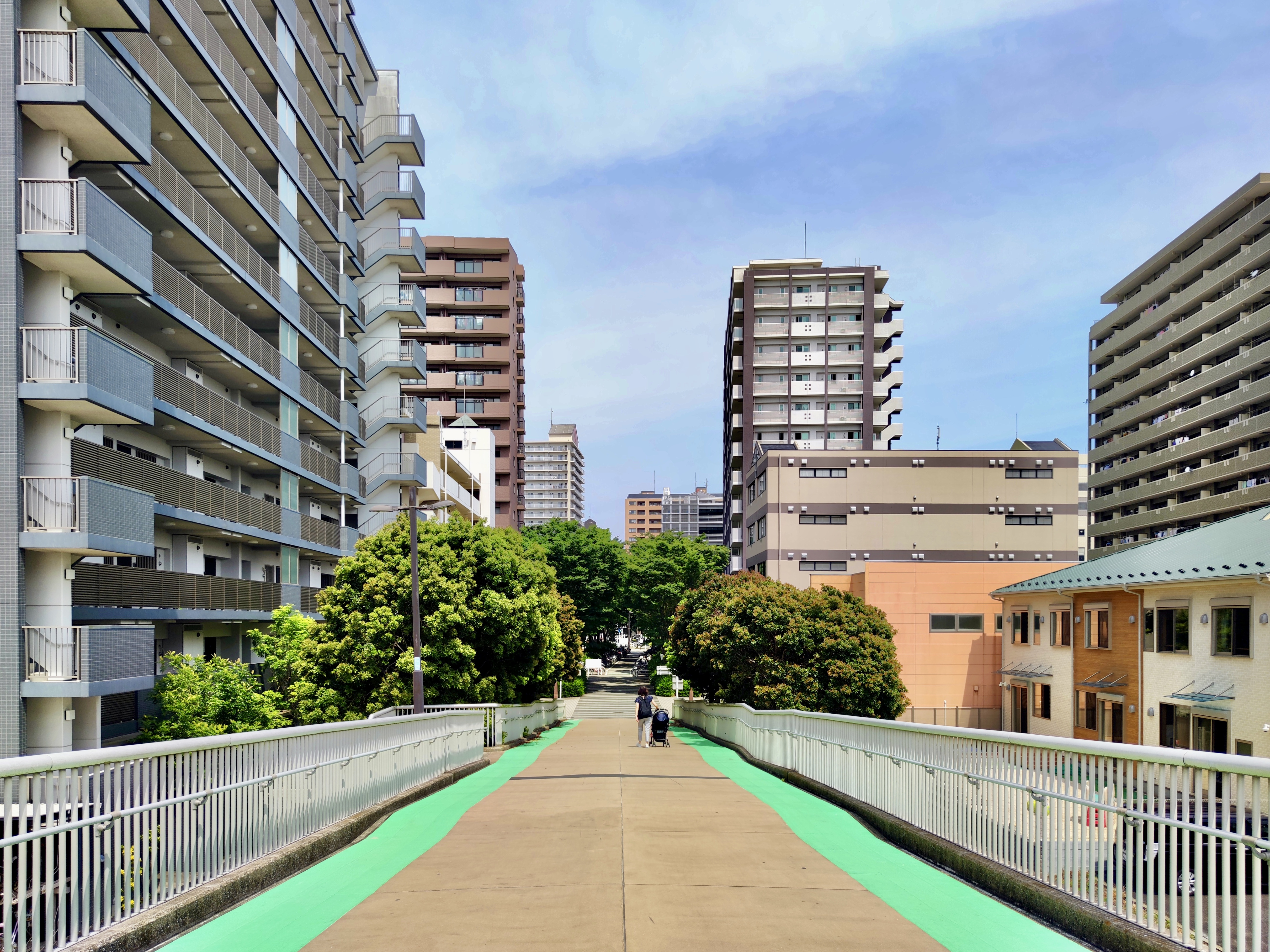
ゆみーる鎌取ショッピングセンター
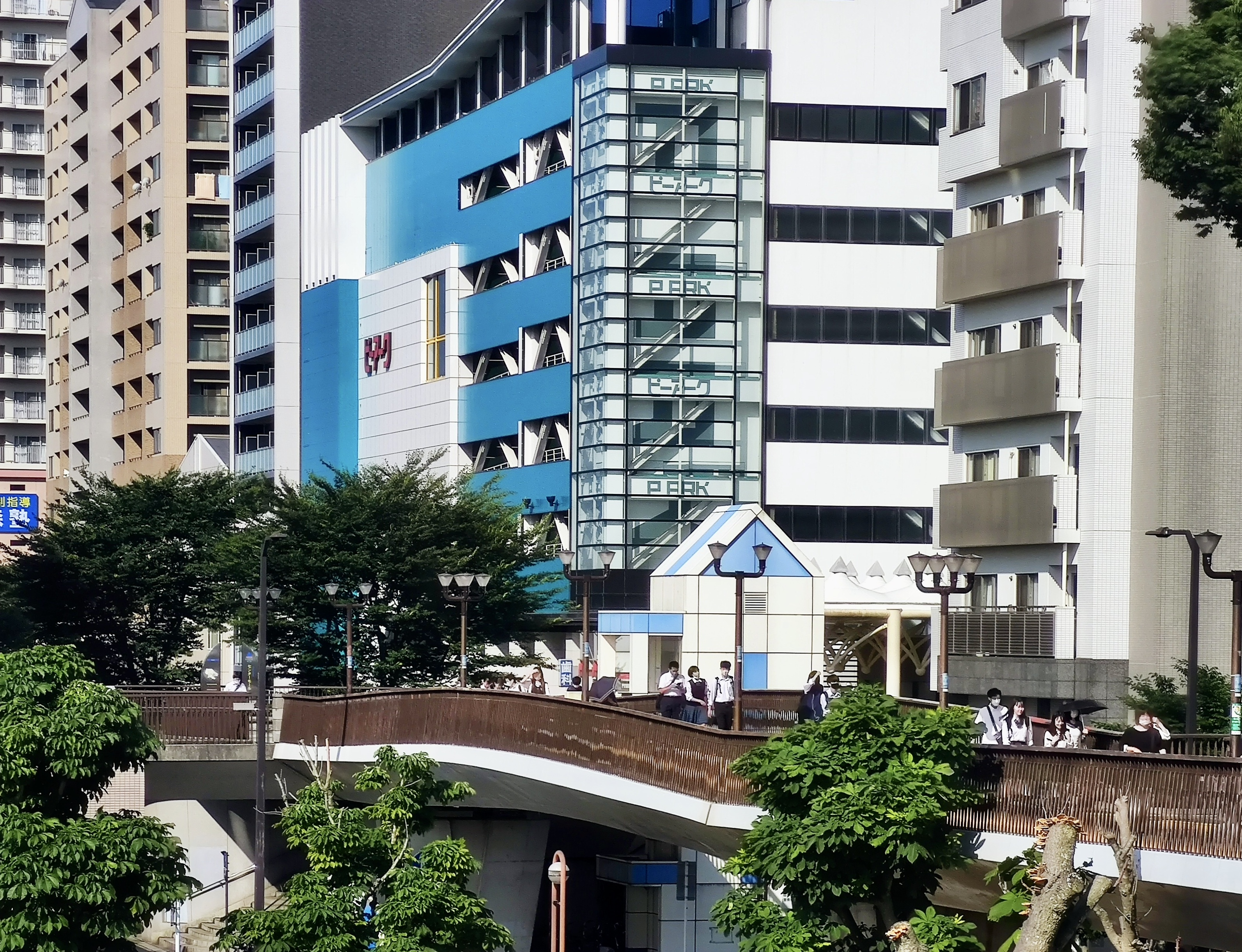
ゆみーる鎌取ショッピングセンターに接続する南口デッキ
  - イオンスタイル鎌取（南口デッキに接続）
- 国立病院機構下総精神医療センター
- 千葉県こども病院
- 千葉県千葉リハビリテーションセンター
- 千葉県立千葉聾学校
- 千葉県立袖ケ浦特別支援学校
- 千葉市立泉谷中学校
- 千葉市立有吉中学校
- 袖ヶ浦カンツリークラブ

- ゆみーる鎌取ショッピングセンター
- 右が千葉市緑区役所、左が鎌取コミュニティセンター
- おゆみ野マンション街
- ゆみーる鎌取ショッピングセンターに接続する南口デッキ

## バス路線
当駅の南口はバス専用ロータリーと一般車両ロータリーに分かれている。
| のりば | 運行事業者                            | 行先 |
| 北口   | 北口                                  | 北口 |
| ------ | ------------------------------------- | --- |
| 1      | 京成バス千葉イースト                  | - 都賀駅（便数極小） - 大宮団地（便数極小） - 千葉市営斎場（便数極小） - 蘇我駅東口 - JR千葉駅 - 千葉営業所 |
| 1      | - 京成バス千葉イースト - 東京空港交通 | 空港連絡バス：羽田空港                                                                                      |
| 2      | 京成バス千葉イースト                  | - 誉田駅 - 千葉リハビリセンター - 大網駅 - 越智はなみずき台                                                 |
| 3      | 京成バス千葉イースト                  | - 夜行高速バス：京都駅八条口 - 臨時：平和公園                                                               |
| 南口   |                                       | |
| 1      | - 小湊鉄道 - 京成バス千葉イースト     | - ちはら台駅 - パークシティ - おゆみの中央病院 - おゆみ野駅                                                 |
| 2      | 小湊鉄道                              | - JR千葉駅 - 蘇我駅東口                                                                                     |
| 2      | - 小湊鉄道 - 京成バス千葉イースト     | JR千葉駅 |
| 3      | 小湊鉄道                              | - イオンタウンおゆみ野 - 浜野                                                                               |
| 4      | 京成バス千葉イースト                  | 大膳野町 |

備考
成田空港行き「高速バス」は2014年3月31日をもって運行休止となっている。

## 隣の駅
東日本旅客鉄道（JR東日本）
■外房線
■快速（京葉線経由）・■快速（総武線経由）・■普通（各駅停車）
蘇我駅 - 鎌取駅 - 誉田駅

### 記事本文

##### 広報資料・プレスリリースなど一次資料
1. ↑  “Suicaご利用可能エリアマップ（2001年11月18日当初）” (PDF).   東日本旅客鉄道. 2019年7月27日時点のオリジナルよりアーカイブ。2020年4月30日閲覧。

### 利用状況
1. ↑  千葉県統計年鑑 - 千葉県
2. ↑  千葉市統計書 - 千葉市

JR東日本の2000年度以降の乗車人員
1. 1 2  各駅の乗車人員（2023年度） - JR東日本
2. ↑  各駅の乗車人員（2000年度） - JR東日本
3. ↑  各駅の乗車人員（2001年度） - JR東日本
4. ↑  各駅の乗車人員（2002年度） - JR東日本
5. ↑  各駅の乗車人員（2003年度） - JR東日本
6. ↑  各駅の乗車人員（2004年度） - JR東日本
7. ↑  各駅の乗車人員（2005年度） - JR東日本
8. ↑  各駅の乗車人員（2006年度） - JR東日本
9. ↑  各駅の乗車人員（2007年度） - JR東日本
10. ↑  各駅の乗車人員（2008年度） - JR東日本
11. ↑  各駅の乗車人員（2009年度） - JR東日本
12. ↑  各駅の乗車人員（2010年度） - JR東日本
13. ↑  各駅の乗車人員（2011年度） - JR東日本
14. ↑  各駅の乗車人員（2012年度） - JR東日本
15. ↑  各駅の乗車人員（2013年度） - JR東日本
16. ↑  各駅の乗車人員（2014年度） - JR東日本
17. ↑  各駅の乗車人員（2015年度） - JR東日本
18. ↑  各駅の乗車人員（2016年度） - JR東日本
19. ↑  各駅の乗車人員（2017年度） - JR東日本
20. ↑  各駅の乗車人員（2018年度） - JR東日本
21. ↑  各駅の乗車人員（2019年度） - JR東日本
22. ↑  各駅の乗車人員（2020年度） - JR東日本
23. ↑  各駅の乗車人員（2021年度） - JR東日本
24. ↑  各駅の乗車人員（2022年度） - JR東日本

千葉県統計年鑑
1. ↑  千葉県統計年鑑（昭和41年）
2. ↑  千葉県統計年鑑（昭和42年）
3. ↑  千葉県統計年鑑（昭和43年）
4. ↑  千葉県統計年鑑（昭和44年）
5. ↑  千葉県統計年鑑（昭和45年）
6. ↑  千葉県統計年鑑（昭和46年）
7. ↑  千葉県統計年鑑（昭和47年）
8. ↑  千葉県統計年鑑（昭和48年）
9. ↑  千葉県統計年鑑（昭和49年）
10. ↑  千葉県統計年鑑（昭和50年）
11. ↑  千葉県統計年鑑（昭和51年）
12. ↑  千葉県統計年鑑（昭和52年）
13. ↑  千葉県統計年鑑（昭和53年）
14. ↑  千葉県統計年鑑（昭和55年）
15. ↑  千葉県統計年鑑（昭和56年）
16. ↑  千葉県統計年鑑（昭和57年）
17. ↑  千葉県統計年鑑（昭和58年）
18. ↑  千葉県統計年鑑（昭和59年）
19. ↑  千葉県統計年鑑（昭和60年）
20. ↑  千葉県統計年鑑（昭和61年）
21. ↑  千葉県統計年鑑（昭和62年）
22. ↑  千葉県統計年鑑（昭和63年）
23. ↑  千葉県統計年鑑（平成元年）
24. ↑  千葉県統計年鑑（平成2年）
25. ↑  千葉県統計年鑑（平成3年）
26. ↑  千葉県統計年鑑（平成4年）
27. ↑  千葉県統計年鑑（平成5年）
28. ↑  千葉県統計年鑑（平成6年）
29. ↑  千葉県統計年鑑（平成7年）
30. ↑  千葉県統計年鑑（平成8年）
31. ↑  千葉県統計年鑑（平成9年）
32. ↑  千葉県統計年鑑（平成10年）
33. ↑  千葉県統計年鑑（平成11年）
34. ↑  千葉県統計年鑑（平成12年）
35. ↑  千葉県統計年鑑（平成13年）
36. ↑  千葉県統計年鑑（平成14年）
37. ↑  千葉県統計年鑑（平成15年）
38. ↑  千葉県統計年鑑（平成16年）
39. ↑  千葉県統計年鑑（平成17年）
40. ↑  千葉県統計年鑑（平成18年）
41. ↑  千葉県統計年鑑（平成19年）
42. ↑  千葉県統計年鑑（平成20年）
43. ↑  千葉県統計年鑑（平成21年）
44. ↑  千葉県統計年鑑（平成22年）
45. ↑  千葉県統計年鑑（平成23年）
46. ↑  千葉県統計年鑑（平成24年）
47. ↑  千葉県統計年鑑（平成25年）
48. ↑  千葉県統計年鑑（平成26年）
49. ↑  千葉県統計年鑑（平成27年）
50. ↑  千葉県統計年鑑（平成28年）
51. ↑  千葉県統計年鑑（平成29年）
52. ↑  千葉県統計年鑑（平成30年）
53. ↑  千葉県統計年鑑（令和元年）
54. ↑  千葉県統計年鑑（令和2年）